# De två kvinnorna
De två kvinnorna, även Två kvinnor och på italienska La ciociara, är en italiensk dramafilm från 1960 i regi av Vittorio De Sica, baserad på Alberto Moravias roman Två kvinnor (1957). Den gav Sophia Loren en Oscar 1961 för bästa kvinnliga huvudroll; det första Oscar-priset i kategorin som gick till en roll med annat språk än engelska. Filmen vann också en Golden Globe 1962 som bästa icke-engelskspråkiga film.

## Handling
Cesira (Loren) är en ung änka som lever i Rom under andra världskrigets slutfas. När bombningarna intensifieras sommaren 1943 bestämmer hon sig för att lämna staden med sin 12-åriga dotter Rosetta (Eleonora Brown). Cesira överlåter den lilla affär hon äger till sin mans gamle vän Giovanni (Raf Vallone) och beger sig tillsammans med dottern mot sitt barndomshem i Fondi. Där blir de bekanta med Michele (Jean-Paul Belmondo) som är en intellektuell antifascist och efter en tids tvekan inleder Cesira ett förhållande med mannen som även Rosetta blir mycket fäst vid.
Bara dagar före krigsslutet blir Michele tvingad att följa med fem tyska soldater som behöver en vägvisare med lokalkännedom. Han återvänder inte och när de allierade har intagit Rom bestämmer sig Cesira för att återvända till huvudstaden med Rosetta. På hemvägen blir mor och dotter utsatta för en gruppvåldtäkt av en grupp marockanska soldater, så kallade goumiers, som tjänstgör i den franska armén. Rosetta blir svårt traumatiserad och sluter sig i en apatisk tystnad som hennes mor förgäves försöker bryta igenom.